# منطقة بين الجينيات

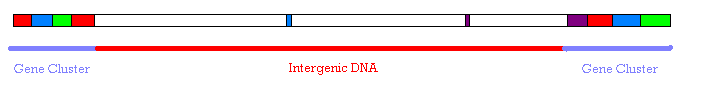
توضيح للدنا بين الجيني، الواقع بين تكتلات جينية

منطقة بين الجينيات (بالإنجليزية: Intergenic region)‏ هي امتداد لتسلسلات من الدنا تقع بين الجينات. المناطق بين الجينية هي جزء من الدنا غير المشفر. في بعض الأحيان يعمل الدنا بين الجيني على تنظيم الجينات المجاورة له، لكن معظمه لا يملك وظيفة معروفة حاليا، وهي إحدى تسلسلات الدنا التي يُشار إليها أحيانا بالدنا الخردة لكن هذا المصطلح قل استخدامه في الدراسات العلمية اليوم. مؤخرا عُرف الرنا المنسوخ من أجزاء من هذه التسلسلات بين الجينات «بالمادة المظلمة» أو «نُسخ المادة المظلمة».

## الخصائص
المناطق بين الجينات مختلفة عن المناطق البينية داخل الجينية (intragenic regions) التي تُعرف بالإنترونات وهي مناطق قصيرة غير مشفرة موجودة داخل الجينات، وخاصة داخل جينات حقيقيات النوى.
تبعا لمشروع موسوعة عناصر الحمض النووى (ENCODE) ودراسته للجينوم البشري، بسبب تمدد المناطق الجينية عبر اكتشاف نظائر جديدة وتحديد نسخ رنا بين جينية جديدة، فإنه توجد زيادة في عدد المناطق بين الجينية (من 32481 إلى 60250) بسبب تجزُئها، ويوجد انخفاض في متوسط طولها (من 14170 زوج قاعدي إلى 3949 زوج قاعدي).
تمكن العلماء الآن من تخليق بروتيناتٍ اصطناعيا من المناطق بين الجينية.

## الوظيفة
تاريخيا سُميت المناطق بين الجينية بالدنا الخردة مما يوحي بأنها لا تملك وظيفة. مع ذلك، معروفٌ منذ مدة طويلة أن تلك المناطق تحتوي على عناصر مهمة وظيفيا مثل المحفزات والمحسنات. عادة ما تحتوي المناطق بين الجينية على تسلسلات دنا محسنة والتي تُنشط التعبير عن مجموعات منفصلة من الجينات تبعد عنها بعدة آلاف من الأزواج القاعدية. التغيرات في البروتينات التي ترتبط بالمحسنات تعيد برمجة التعبير الجيني وتؤثر على النمط الظاهري للخلية. يمكن أن تحتوي المناطق بين الجينية كذلك على جينات غير محددة بعد مثل جينات للرنا غير المشفر. رغم أنه لا يُعرف الكثير عن هذه المناطق إلا أنه يُعتقد بأن لها وظائف تنظيمية. في الأعوام الأخيرة يقوم مشروع ENCODE بدراسة المناطق بين الجينية في البشر بشكل أكثر تفصيلا. طُورت طرق إحصائية خصيصا للكشف عن السمات أو الأمراض المرتبطة بالمناطق بين الجينية باستخدام بيانات سَلسَلة كامل الجينوم بما في ذلك إجراء النافذة المنزلقة وإجراءالنافذة الديناميكي.

## مناطق بين جينية في الكائنات
تشكل المناطق بين الجينية لدى البشر حوالي 50% من الجينوم، في حين أن ذلك الرقم أقل بكثير لدى البكتيريا (15%) ولدى الخميرة (30%).
في المتصورة المنجلية تحتوي العديد من المناطق بين الجينية على محتوى AT (أدينين، ثايمين) يشكل 90% منها.